# Barbara Hölscher
Barbara Hölscher (* 1964) ist eine deutsche Soziologin.
Hölscher studierte von 1984 bis 1990 Soziologie an der Universität Bielefeld und arbeitete danach bis 1993 bei Privatunternehmen in der Marktforschung.
1993 kehrte sie als Wissenschaftliche Mitarbeiterin an die Universität Bielefeld zurück, wo sie 1996 promoviert wurde und 2003 sich (als Wissenschaftliche Assistentin) für „Soziologie“ habilitierte. Zwischenzeitlich war sie 1996 Gastdozentin an der Staatlichen Universität von St. Petersburg in Russland und vertrat von 2003 bis 2004 die Professur für Quantitative Methoden der empirischen Sozialforschung an der Universität Bielefeld. Seit 2005 ist Hölscher Professorin für Soziologie und Direktorin des Instituts für Sozialwissenschaften an der Christian-Albrechts-Universität zu Kiel. Seit dem 1. April 2025 ist sie im Ruhestand.
Ihre Arbeitsschwerpunkte sind: Theorien sozialer Ungleichheit; Sozialstrukturanalyse und Lebensstilforschung; Allgemeine Soziologie, insbesondere Kultursoziologie; Mediensoziologie; Wirtschafts- und Organisationssoziologie; Professionssoziologie; Wissenschafts- und Bildungsforschung; Familien- und Jugendsoziologie; Quantitative und qualitative Methoden der empirischen Sozialforschung.